# Síndrome de Bertolotti
El síndrome de Bertolotti o mega apófisis transversa es una anormalidad anatómica en humanos descubierta como un hallazgo radiológico. Se presenta como un dolor de espalda que ocurre debido a las vértebras transicionales lumbosacras. Es una afección congénita, pero generalmente no es sintomática hasta después de los veinte o principios de los treinta años. Sin embargo, hay algunos casos de Bertolotti que se vuelven sintomáticos a una edad mucho más temprana.
Lleva el nombre de Mario Bertolotti, un médico italiano que lo describió por primera vez en 1917.

## Presentación
Un dolor lumbar crónico y persistente junto con dolor en las nalgas es la presentación más importante. Se observa dolor radicular .[cita requerida]

## Fisiopatología
El síndrome de Bertolotti se caracteriza por la sacralización del cuerpo vertebral lumbar inferior y la lumbarización del segmento sacro superior. Se trata de una fusión total o parcial unilateral o bilateral de la apófisis transversa de la vértebra lumbar inferior al sacro, lo que da lugar a la formación de una quinta vértebra lumbar transicional. Es importante que este síndrome resulte en un dolor que genera el cuarto disco lumbar que resulta en un tipo de dolor "ciático" que se correlaciona con la raíz del quinto nervio lumbar. Por lo general, la vértebra de transición tendrá un proceso transversal "espatulado" en un lado que da como resultado la articulación o articulación parcial con el sacro o en el momento del ilion y en algunos casos con ambos. Esto da como resultado un movimiento limitado / alterado en la articulación lumbosacra. Esta pérdida de movimiento se compensará luego en los segmentos superiores a la vértebra de transición, lo que dará como resultado una degeneración acelerada y tensión a través del nivel del disco L4 que puede volverse sintomático e inflamar la raíz nerviosa L5 adyacente dando como resultado patrones de dolor "ciático" o radicular. Con frecuencia se encuentra asociada la escoliosis.
Clasificación

Presentación esquemática de la clasificación de LSTV unilateral y bilateral según la clasificación propuesta por Jenkins.
El síndrome de Bertolotti se clasifica mediante la Clasificación de Jenkins. [5] La clasificación de Jenkins se divide en 4 categorías: Tipo 1, 2, 3 y 4 con subclasificaciones de: prominencia L (izquierda) o R (derecha), A (unilateral), B (bilateral) o C (tipo 2 con anatomía Tipo 1 y contralateral 2 o Tipo 4 con un espacio > 10 mm y anatomía contralateral Tipo 3), + contacto ilíaco L (izquierda) o R (derecha).
Tipo 1: un proceso transversal displásico que muestra un espacio de menos de 10 mm, pero mayor de 2 mm a través de la unión lumbosacra.
Tipo 2: Pseudoarticulación entre apófisis transversales adyacentes con un espacio inferior a 2 mm.
Tipo 3: Fusión completa lateral a la faceta en el ala, sin fusión espontánea del disco o de las articulaciones facetarias, de la unión lumbosacra.
Tipo 4: Presencia de un lado fusionado unilateralmente con pseudoarticulación variable en el lado contralateral (Tipo 4A, 4B o 4C).

## Diagnóstico
El diagnóstico depende del historial apropiado del paciente respaldado por estudios de imágenes como rayos X y resonancia magnética. Las radiografías de la columna lumbosacra ayudan a identificar la anomalía esquelética. La resonancia magnética ayuda en la confirmación.[cita requerida]

## Tratamiento
Los tratamientos no quirúrgicos incluyen inyecciones de esteroides en la zona lumbar o ablación sensorial por radiofrecuencia. Las intervenciones de fisioterapia también son útiles en los primeros casos y se centran en la movilización, el estiramiento neural y los ejercicios de fortalecimiento del núcleo. La intervención quirúrgica suele ser un último recurso si todos los métodos conservadores fallan. Puede tratarse quirúrgicamente con fusión posterolateral o resección de la articulación transicional.[cita requerida]

## Otras lecturas
Paraskevas, Georgios; Tzaveas, Alexandros; Koutras, Georgios; Natsis, Konstantinos (2009). «Lumbosacral transitional vertebra causing Bertolotti's syndrome: A case report and review of the literature». Cases Journal 2: 8320. PMC 2740102. PMID 19830065. doi:10.4076/1757-1626-2-8320.
- Datos: Q4895733
- Multimedia: Bertolotti's syndrome / Q4895733